# Мраморине
Мраморине (серб. Мраморине / Mramorine) или Мраморице (серб. Мраморице / Mramorice) — село в общине Вишеград Республики Сербской Боснии и Герцеговины. В настоящее время село необитаемо.

## Население[3]
По данным на 1991 год, село было необитаемым.